# Кушмурун (езеро)
Кушмурун (Убаган) (на казахски: Құсмұрын; на руски: Кушмурун) е голямо проточно сладко-солено езеро в северната част на Казахстан (източната част на Костанайска област).
Езерото Кушмурун заема дъното на обширна котловина, на 103 m н.в. в северната част на Тургайската падина. Дължина от североизток на югозапад 45 km, ширина до 10 km, площ от 210 до 400 – 415 km², дълбочина 1 – 3 m, максимална 3,5 m. Бреговете му са ниски с височина 5 – 7 m, а дъното е тинесто. Площта, нивото и дълбочината му значително се колебаят през годината. През пролетта водата му е сладководна и може да се пие, а през останалата част от годината се засолява. Има предимно снежно подхранване. Водосборната му площ е 10 500 km². През него от юг на север протича река Убаган (десен приток на Тобол). На 9 km южно от него е разположено сгт Кушмурун.